# 講談社出版文化賞
講談社出版文化賞是講談社1970年成立的獎項，旨在表彰該年度優秀的插畫、攝影、裝幀及繪本作品，每屆遴選範圍是從前年3月1日至當年2月底中發表的作品。

## 目前獎項
- 插畫賞
- 攝影賞
- 裝幀賞
- 繪本賞

## 停頒獎項
- 兒童漫畫部門（1977年獨立為講談社漫畫賞）
- 科學出版賞